# Carmen Dell’Orefice

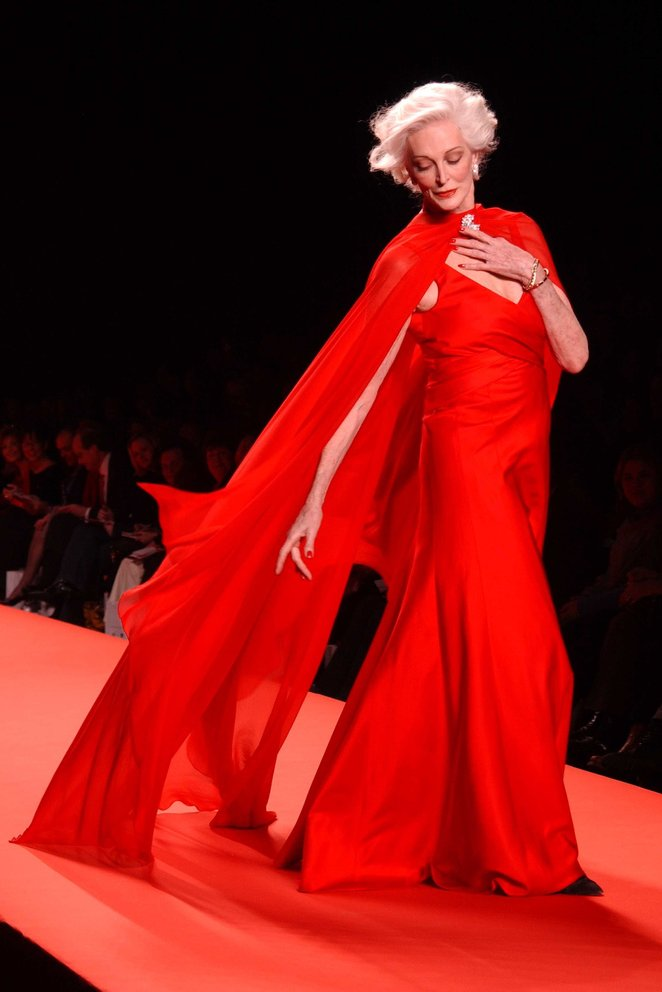
Carmen Dell’Orefice bei der Präsentation der Red Dress Kollektion 2005

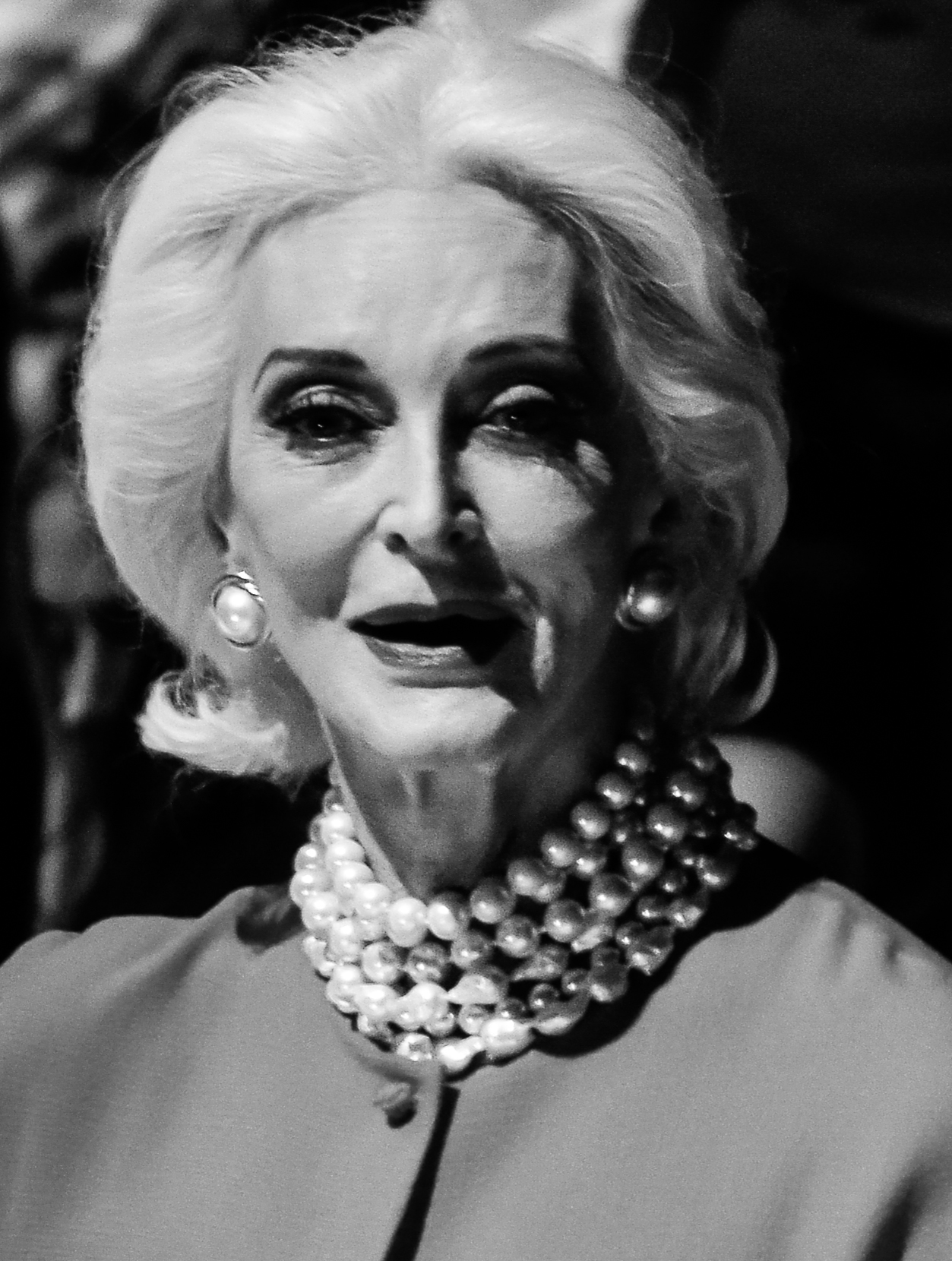
Carmen Dell’Orefice bei der Präsentation der Modelinie Chado Ralph Rucci 2012

Carmen Dell’Orefice (* 3. Juni 1931 in New York City) ist ein US-amerikanisches Model und Schauspielerin. Im Alter von 15 Jahren erschien sie zum ersten Mal auf dem Cover der Modezeitschrift Vogue. 2012 war sie das weltälteste Model, das die Frühjahr- und Sommerkollektion präsentierte.

## Biografie
Carmens Eltern waren italienischer und ungarischer Herkunft. Sie verbrachte einen Teil ihrer Kindheit in Fürsorgeeinrichtungen oder lebte bei Verwandten. Ab 1942 wohnte sie wieder bei ihrer Mutter, die mit ihr nach New York City zog. Im Alter von 13 Jahren wurde sie im Bus von der Ehefrau des Fotografen Herman Landschoff entdeckt, angesprochen und für einen Modeljob engagiert. Zwei Jahre später, im Jahr 1946, unterschrieb sie bei der Vogue einen Vertrag. Die US-Amerikanerin war das bevorzugte Model des Fotografen Erwin Blumenfeld, der sie neben dem damaligen Supermodel Dorian Leigh und den Schauspielern Ray Bolger und Jose Ferrer als Rotkäppchen, Schneewittchen und Cinderella ablichtete. Das Cover mit Dell’Orefice erschien im Dezember 1947.
In den frühen 1950er-Jahren heiratete Dell’Orefice Bill Miles, mit dem sie eine Tochter hat. Nach der Geburt folgte rasch die Scheidung und sie heiratete 1958 zum zweiten Mal. Ihr Ehemann war der Fotograf Richard Heimann. Nachdem sie beschloss, mit dem Modelberuf aufzuhören, verließ er sie.
Ihre dritte Ehe mit dem Architekten Richard Kaplan ab Mitte der 1960er dauerte neun Jahre. 1978 beschloss Carmen Dell’Orefice, wieder als Model zu arbeiten, und sie setzte ihre Karriere bis in die Gegenwart fort. In den späten 1980er-Jahren war sie mit dem US-Talkshowmaster David Susskind verlobt, der jedoch vor der Hochzeit verstarb. In den 1990ern und 2000ern lief sie für Target, Cho Cheng und Rolex. Daneben erschienen Bilder von ihr in der Vogue, W und Harper’s Bazaar.
Für ihr Verdienst in der Modeindustrie verlieh die University of the Arts London ihr im Juli 2011 die Ehrendoktorwürde. Die Hochschule präsentierte eine Retrospektive mit Carmens Vogue-Covers und anderen Aufnahmen aus ihren Privatarchiven. Carmen Dell’Orefice ist heute noch als Foto- und Laufstegmodel tätig.

## Filmografie
- 1966: Die 'allerletzten' Geheimagenten? (The Last of the Secret Agents?)
- 1996: The Sunchaser – Die Suche nach dem heiligen Berg (The Sunchaser)
- 1998: Celebrity – Schön. Reich. Berühmt. (Celebrity)
- 2002: Der Super-Guru (The Guru)
- 2004: Law & Order: Special Victims Unit (Fernsehserie, eine Folge)